# 沙雷
沙雷（法語：Charey，法語發音：[ʃaʁɛ]）是法国默尔特-摩泽尔省的一个市镇，属于图勒区。

## 地理
沙雷（49°0'6"N, 5°52'48"E）面积9.31 平方千米，位于法国大東部大區默尔特-摩泽尔省，该省份为法国东北部内陆省份，是洛林的一部分，北邻比利时、卢森堡，北起顺时针与摩泽尔省、下莱茵省、孚日省和默兹省接壤。
与沙雷接壤的市镇（或旧市镇、城区）包括：若尔尼、当维图、多马坦拉绍塞、马德河畔朗贝库尔、圣于连莱戈尔兹、克萨姆。

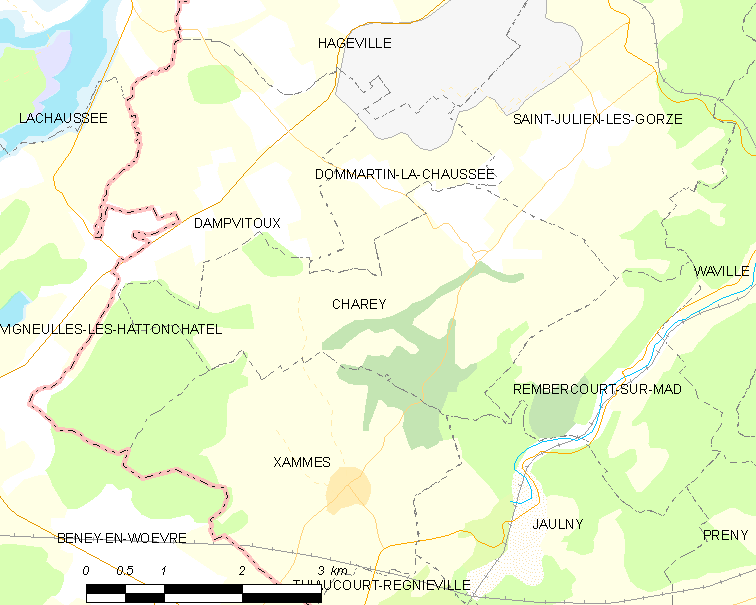
沙雷的OSM定位图

沙雷的时区为UTC+01:00、UTC+02:00（夏令时）。

## 行政
沙雷的邮政编码为54470，INSEE市镇编码为54119。

## 政治
沙雷所属的省级选区为北图卢瓦县。

## 人口

1962-2008年间沙雷人口变化图示

沙雷于2022年1月1日时的人口数量为89人。